# 突隔梅花草
突隔梅花草（学名：Parnassia delavayi）为卫矛科梅花草属下的一个种。

## 扩展阅读
- 維基物種上的相關：突隔梅花草